# Estadio Lạch Tray
El Estadio Lạch Tray (en vietnamita: Sân vận động Lạch Tray) es un estadio multiusos ubicado en la ciudad de Hải Phòng en Vietnam, es utilizado principalmente para la práctica del fútbol y de atletismo. Fue inaugurado en 1958 y posee una capacidad para 28 000 personas, es el estadio del club Hải Phòng FC de la V-League, la liga de fútbol vietnamita.